# Spillertown (Illinois)
Spillertown est un village situé au centre du comté de Williamson,  dans l'Illinois, aux États-Unis,. Il est incorporé le 29 mai 1900.

## Démographie
Lors du recensement de 2010, le village comptait une population de 203 habitants. Elle est estimée, en 2017, à 202 habitants.

### Source de la traduction
- (en) Cet article est partiellement ou en totalité issu de l’article de Wikipédia en anglais intitulé « Spillertown, Illinois » (voir la liste des auteurs).